# 19633 Rusjan
19633 Rusjan è un asteroide della fascia principale con un diametro di circa 4–5 km. Scoperto nel 1999, presenta un'orbita caratterizzata da un semiasse maggiore pari a 2,4460032 UA e da un'eccentricità di 0,2594879, inclinata di 12,96897° rispetto all'eclittica.
L'asteroide è dedicato all'aviatore austro-ungarico Eduardo Rusjan.